# Take a Bow (canção de Rihanna)
"Take a Bow" é uma canção gravada pela cantora barbadense Rihanna, inclusa no relançamento (2008) de seu terceiro álbum de estúdio Good Girl Gone Bad (2007). A música foi escrita e produzida pelo cantor Ne-Yo em parceria com os integrantes da equipe de produção musical StarGate. "Take a Bow" foi lançado pela gravadora Def Jam como o primeiro single do relançamento em 15 de março de 2008. É uma música de R&B que contém elementos de dance-pop. A recepção crítica para a faixa foi mista, com críticos especializados em música contemporânea tecendo elogios as letras da canção e a considerando uma balada poderosa, enquanto consideraram que a faixa não soava uma boa sucessora aos lançamentos anteriores da musicista.
Nos Estados unidos, a música alcançou o número um na parada da Billboard Hot 100 e se tornou a terceira música de Rihanna a alcançar a liderança nessa tabela. "Take a Bow" também alcançou o número um na parada de faixas de R&B/Hip-Hop e na parada de canções pop, posteriormente obteve quatro certificações de platina entregues pela Recording Industry Association of America (RIAA). Fora dos EUA, a música também alcançou o número um no Canadá, Escócia, Dinamarca, Irlanda e Reino Unido e obteve as cinco primeiras posições na Austrália, Noruega e Nova Zelândia. Seu videoclipe foi dirigido por Anthony Mandler e apresenta a intérpete como a protagonista feminina que deixa o namorado por causa de sua infidelidade. Rihanna apresentou "Take a Bow" no "AOL Music Sessions" e foi incluído entre a lista de canções interpretadas em várias de suas turnês, como Good Girl Gone Bad Tour (2008–09), Last Girl on Earth Tour (2010–11), Loud Tour (2011) e Diamonds World Tour (2013).

## Antecedentes e composição
|                                                    | "Take a Bow" Uma amostra de 22 segundos de "Take a Bow". |
| Problemas para escutar este arquivo? Veja a ajuda. |                                                          |

"Take a Bow" foi escrito e produzido pelo cantor Ne-Yo em parceria com os integrantes da equipe de produção musical StarGate. A música estreou em 14 de março de 2008, no programa de rádio On Air with Ryan Seacrest, da KIIS-FM. "Take a Bow" foi lançado pela Def Jam como o quinto single geral de Good Girl Gone Bad (2007), mas o primeiro do relançamento do álbum, intitulado Good Girl Gone Bad: Reloaded (2008). A faixa foi disponibilizada para compra digital, no site da graadora, no mesmo dia de sua estréia nas rádios dos Estados Unidos. Posteriormente, foi disponiblizado para download via iTunes em 6 de maio do mesmo ano. A canção foi escrita na clave de Mi maior e está situada em tempo simples com um metrônomo de 82 batimentos por minuto. O alcance vocal de Rihanna na música abrange desde a nota baixa de Mi3 até a nota alta de Dó♯5. Musicalmente, a música atrai influência do gênero musical R&B e também incorpora elementos do dance-pop. Em termos líricos, "Take a Bow" conta como a protagonista expressa desinteresse em reavivar seu relacionamento com um ex-namorado desonroso e infiel.

## Recepção crítica
"Take a Bow" recebeu avaliações díspares dos críticos especializados em música contemporânea. Após o lançamento da música como single oficial, Nick Levine, do site britânico Digital Spy, comentou sua escolha para a promoção de Good Girl Gone Bad: Reloaded, escrevendo que a cantora poderia ter escolhido "Breakin 'Dishes", que serviu como single promocional de Good Girl Gone Bad e classificado no número quatro na parada de canções dance dos EUA em fevereiro de 2008— mas optou por "Take a Bow", por ser inédito e mais provável de encontrar um público receptivo. Levine continuou sua crítica escrevendo que, embora a balada tenha sucesso em sua missão de contar sobre um relacionamento fracassado, ele observou que a música não estava no mesmo nível do single anterior de Rihanna, "Don't Stop the Music" (2007) . Levine citou que sua razão para isso é que "a canção faz muito bem o que se propõe, mas é um acompanhamento assombroso para 'Don't Stop The Music' que é tão chamativa para as pistas de dança". Levine também comparou a música com às outras novas faixas incluídas no relançamento, "Disturbia" e "If I Never See Your Face Again" (uma colaboração com Maroon 5), escrevendo que "Take a Bow" é inferior ao anterior, mas superior ao último. Bill Lamb do site About.com elogiou o conteúdo lírico da canção, bem como a sua "eficácia" em entregar a mensagem da canção, e comparou com a canção "Irreplaceable" da cantora Beyoncé Knowles, devido ao seu teor lírico semelhante. Lamb também elogiou a forma como a canção apresenta alguns exemplos falados durante a música, escrevendo "a produção utiliza breve apartes faladas por Rihanna, e com grande efeito. E sua risada de desprezo são suscetíveis a serem os elementos mais memoráveis da letra". Apesar de elogiar a letra da canção, Lamb condenou a produção de Stargate em "Take a Bow", rotulando-o como "um padrão de arranjo instrumental sem vida".

## Videoclipe

Numa das cenas do vídeo musical, Rihanna está dirigindo seu Porsche, enquanto é visionada saindo de uma garagem.

O videoclipe de "Take a Bow" foi dirigido por Anthony Mandler, que já havia dirigido os vídeos anteriores para suas outras duas canções anteriores da cantora; "Hate That I Love You" e "Shut Up and Drive". As gravações foram realizadas em Venice, Los Angeles, em 3 de abril de 2008. O vídeo começa com Rihanna em pé na frente de um pano de fundo preto para a abertura da música. Quando o primeiro verso começa, a cena é intercalada com outra no qual a cantora aparece olhando para o namorado pela janela e de pé atrás da porta da frente enquanto ele se aproxima e pede para entrar. Enquanto Rihanna sai da porta cantando a letra "Não me diga que você está arrependido porque não está", o espectador percebe que o namorado dela talvez tenha feito algo errado ou tenha sido infiel. Durante o primeiro refrão e o segundo verso, a cantora é mostrada com uma roupa diferente, desta vez conduzindo em um Porsche prateado. Quando Rihanna sai da garagem e vai para a rua, seu ex-namorado caminha ao lado do carro enquanto ela dirige e implora que ela o perdoe; ela se afasta. Para a ponte, Rihanna é mostrada sentada em uma cama, bem como na frente dos fundos pretos enquanto ela lê uma mensagem de texto de seu ex-namorado, que pede para encontrá-la. Durante o último refrão, Rihanna aparece com uma roupa diferente e entra em um salão, onde coloca algumas roupas em uma mesa e depois se senta em um sofá. Quando o ex-namorado entra, a cantora se levanta e vai até as roupas, onde ela retira alguns fósforos e ateia fogo sobre as peças, largando-o no que é conscientizado de que são algumas das roupas do rapaz. Quando a música começa e termina, Rihanna sai da sala enquanto ele tenta apagar as chamas.
Analisando o vídeo para o blog Idolator, Erika Brooks Adickman comentou que Rihanna mais uma vez mudou seu estilo de cabelo e usava uma jaqueta vermelha que se parecia com uma usada por Michael Jackson em seu vídeo de "Beat It". Adickman continuou a comparar o conteúdo do vídeo com "Irreplaceable" de Beyoncé, escrevendo que era seu primeiro vídeo a conter uma trama, mas, na realidade, os vídeos de  "Unfaithful" (2006) e "Hate That I Love You" (2007) também contêm um enredo.

## Apresentações ao vivo
Para promover o seu quarto álbum de estúdio, Rated R (2010), no Reino Unido, Rihanna cantou "Take a Bow" no lançamento do aparelho celular Nokia X6 na Brixton Academy, em Londres. A cantora também fez apresentações que foram gravadas para o "AOL Music Sessions", os vídeos foram mais tarde disponibilizados no site da AOL em 23 de fevereiro de 2010. A lista de canções interpretadas incluía "Take a Bow", além de outras como "Russian Roulette", "Hard", "Rude Boy" e uma versão reduzida de "Disturbia". "Take a Bow" também foi inserida em três turnês mundiais da cantora, a Good Girl Gone Bad Tour, Last Girl on Earth Tour e na Loud Tour. A música foi apresentada na seção bis da Good Girl Gone Bad Tour, junto com "Umbrella". Para a Last Girl on Earth e Loud Tour, a música foi a última a ser apresentada antes da seção bis.

## Lista de faixas
"Take a Bow" foi lançado em CD e em vinil. Houve duas versões, intituladas de: "Take a Bow" e "Take a Bow: Remixes", disponíveis em versões promocionais e digitais.
| CD single promocional dos EUA |                                |         |  |
| N.º                           | Título                         | Duração |  |
| 1.                            | "Take a Bow" (versão do álbum) | 3:50    |  |
| 2.                            | "Take a Bow" (instrumental)    | 3:46    |  |

| Single em CD /Download digital |                                             |         |  |
| N.º                            | Título                                      | Duração |  |
| 1.                             | "Take a Bow" (versão do álbum)              | 3:50    |  |
| 2.                             | "Take a Bow" (Solitaire's More Drama Remix) | 8:08    |  |

| Single em CD alemão |                                             |         |  |
| N.º                 | Título                                      | Duração |  |
| 1.                  | "Take a Bow" (versão do álbum)              | 3:50    |  |
| 2.                  | "Take a Bow" (Solitaire's More Drama Remix) | 8:08    |  |
| 3.                  | "Take a Bow" (Instrumental)                 | 3:53    |  |
| 4.                  | "Take a Bow" (videoclipe)                   |         |  |

| Disco de imagem britânico de 12" em vinil |                                                       |         |  |
| N.º                                       | Título                                                | Duração |  |
| 1.                                        | "Take a Bow" (versão do álbum)                        | 3:50    |  |
| 2.                                        | "Don't Stop the Music" (Solitaire's More Drama Remix) | 8:05    |  |

### Take a Bow:Remixes
| Single em CD promocional nos EUA |                                                           |         |  |
| N.º                              | Título                                                    | Duração |  |
| 1.                               | "Take a Bow" (Seamus Haji & Paul Emanuel Radio Edit)      | 3:56    |  |
| 2.                               | "Take a Bow" (Tony Moran & Warren Rigg Encore Radio Edit) | 4:02    |  |
| 3.                               | "Take a Bow" (Groove Junkies Moho Radio Edit)             | 3:52    |  |
| 4.                               | "Take a Bow" (Subkulcha Radio Edit)                       | 4:21    |  |
| 5.                               | "Take a Bow" (Seamus Haji & Paul Emanuel Club)            | 8:34    |  |
| 6.                               | "Take a Bow" (Tony Moran & Warren Rigg Encore Club)       | 9:18    |  |
| 7.                               | "Take a Bow" (Groove Junkies Moho Club)                   | 7:21    |  |
| 8.                               | "Take a Bow" (Subkulcha Club)                             | 6:16    |  |
| 9.                               | "Take a Bow" (Groove Junkies Moho Dub)                    | 6:42    |  |
| 10.                              | "Take a Bow" (Groove Junkies Moho Dubstrumental)          | 6:42    |  |

| Remixes em CD digital |                                                           |         |  |
| N.º                   | Título                                                    | Duração |  |
| 1.                    | "Take a Bow" (Seamus Haji & Paul Emanuel Club Mix)        | 8:34    |  |
| 2.                    | "Take a Bow" (Tony Moran & Warren Rigg's Encore Club Mix) | 9:18    |  |
| 3.                    | "Take a Bow" (Groove Junkies MoHo Club Mix)               | 7:21    |  |
| 4.                    | "Take a Bow" (Subkulcha Club Mix)                         | 6:16    |  |
| 5.                    | "Take a Bow" (Groove Junkies Moho Dub)                    | 6:41    |  |

## Créditos e equipe
Lista-se abaixo, os profissionais envolvidos na produção de "Take a Bow":
| - Robyn "Rihanna" Fenty — vocais - Mikkel S. Eriksen, Tor Erik Hermansen, Shaffer Smith — composição - Stargate, Ne-Yo — produção - Mikkel S. Eriksen — produção vocal | - Phil Tan — mixagem - Josh Houghkirk — assistência de mixagem - Stargate — instrumentação |

## Desempenho comercial
Nos Estados Unidos, a música estreou na posição cinquenta e três, saltando direto para o número um da Billboard Hot 100 em 14 de maio de 2008. A canção foi comercializada digitalmente mais de duzentas e sessente mil vezes, o que levou a faixa a estrear no número um da parada de músicas digitais da revista Billboard. Com "Take a Bow" saltando cinquenta e duas posições para o pódio, tornou-se o segundo maior salto direto para a liderança em toda a história da Billboard Hot 100, perdendo apenas para "Makes Me Wonder" da banda Maroon 5, que saltou do número sessenta e quatro para o número um em maio de 2007. Além disso, no momento do lançamento, Rihanna realizou duas das três principais vendas de downloads em uma semana de estreia, "Take a Bow" vendeu duzentas e sessente e sete mil cópias, "Umbrella" já havia vendido a mesma quantidade em maio de 2007, se tornando o recorde de maior número de vendas digitais na semana de lançamento de uma canção, até "Touch My Body", de Mariah Carey, superar o feito e vender duzentas e oitenta e cinco mil cópias em abril do mesmo ano. A música se tornou o terceiro single de Rihanna a conquistar a liderança nos Estados Unidos, depois de "SOS" e "Umbrella". "Take a Bow" também alcançou o número um na parada de R&B/Hip-Hop e na parada de canções pop. No entanto, a música teve menos sucesso nas paradas dance e de canções adulto contemporâneo, chegando aos números catorze e vinte um, respectivamente. Rihanna recebeu quatro certificações de platina entregues pela Recording Industry Association of America (RIAA) como conderação pelas vendas de mais de três milhões de cópias de "Take a Bow" nos Estados Unidos até junho de 2015. Também figurou entre as três músicas mais tocadas do verão americano de 2008, segundo a Billboard. No Canadá, a música saltou sessenta e nove posições, do número setenta para o número um em 24 de maio de 2008, tornando-se o maior salto para a liderança na história da parada canandense de singles até a época.
Na Austrália, "Take a Bow" estreou na trigésima posição em 15 de maio de 2008 e saltou para o número treze na semana seguinte. A música alcançou o número três em sua oitava semana na parada, depois de passar quatro semanas flutuando entre as dez primeiras posições. No total, a música passou onze semanas no top dez e figurou por vinte e duas semanas na tabela. A Australian Recording Industry Association emitiu o certificado de platina pelas vendas superiores a setenta mil cópias da canção no páis. Na Nova Zelândia, a música estreou na parada neozelandesa em 5 de maio de 2008, conquistando a quarta posição e posteriormente se posicionando em segundo lugar por cinco semanas não consecutivas. Mais tarde, a Recorded Music NZ (RIANZ) entregou a Rihanna um certificado de ouro pela comercialização de quinze mil exemplares da faixa por lá.
No Reino Unido, "Take a Bow" estreou no número dois da parada britânica em 24 de maio de 2008, atrás de "That's Not My Name" da banda The Ting Tings. Na semana seguinte, as duas músicas mudaram de posição, com "Take a Bow" ascendendo ao número um e "That's Not My Name" descendo para o número dois; "Take a Bow" passou um total de duas semanas no topo da tabela. Em 20 de janeiro de 2017, a música foi certificada como platina pela British Phonographic Industry, denotando vendas superiores a seiscentas mil unidades na região. Na Dinamarca, a música estreou no número treze em 6 de junho de 2008, e em seguida conquistou a liderança na terceira semana. Na Noruega, "Take a Bow" estreou na oitava posição e atingiu o quinto lugar na semana seguinte. Na Áustria, a música estreou no número dezesseis em 6 de junho de 2008, e posteriomente alcançou o sexto lugar. Na Suíça, a canção estreou no número vinte e nove em 18 de maio de 2008 e conquistou sétima posição por uma semana. Em outras partes da Europa, no entanto, a faixa não teve o mesmo grau de sucesso. A canção atingiu o pico de número dez, doze e dezesseis nos Países Baixos, França e Suécia.

### Tabelas semanais
| Tabela musical (2008–12)            | Melhor posição |
| ----------------------------------- | -------------- |
| Alemanha (GfK Entertainment Charts) | 6              |
| Austrália (ARIA Charts)             | 3              |
| Áustria (Ö3 Austria Top 40)         | 6              |
| Bélgica (Ultratop 50 de Flandres)   | 13             |
| Bélgica (Ultratop 40 de Valônia)    | 15             |
| Canadá (Canadian Singles Chart)     | 1              |
| Dinamarca (Hitlisten)               | 1              |
| Escócia (OCC)                       | 1              |
| Estados Unidos (Adult Top 40)       | 24             |
| Estados Unidos (Adult Contemporary) | 21             |
| Estados Unidos (Billboard 100)      | 1              |
| Estados Unidos (Dance Club Songs)   | 14             |
| Estados Unidos (Digital Songs)      | 1              |
| Estados Unidos (R&B/Hip-Hop Songs)  | 1              |
| Estados Unidos (Pop Songs)          | 1              |
| Estados Unidos (Rhythmic Songs)     | 7              |
| Finlândia (IFPI Finlândia)          | 17             |
| França (SNEP)                       | 12             |
| Hungria (Rádiós Top 40)             | 35             |
| Hungria (Single Top 40)             | 10             |
| Irlanda (IRMA)                      | 1              |
| Noruega (VG-lista)                  | 5              |
| Nova Zelândia (Recorded Music NZ)   | 2              |
| Países Baixos (Dutch Top 40)        | 3              |
| Países Baixos (Single Top 100)      | 10             |
| Reino Unido (UK Singles Chart)      | 1              |
| Reino Unido (UK R&B Chart)          | 11             |
| Suécia (Sverigetopplistan)          | 12             |
| Suíça (Schweizer Hitparade)         | 7              |

| Tabela musical (2008)               | Posição |
| ----------------------------------- | ------- |
| Alemanha (GfK Entertainment Charts) | 35      |
| Austrália (ARIA Charts)             | 25      |
| Áustria (Ö3 Austria Top 40)         | 21      |
| Bélgica (Ultratop 50 de Flandres)   | 61      |
| Canadá (Canadian Hot 100)           | 17      |
| Estados Unidos (Billboard Hot 100)  | 12      |
| Estados Unidos (Pop Songs)          | 6       |
| Estados Unidos (R&B/Hip-Hop Songs)  | 28      |
| Estados Unidos (Rhythmic Songs)     | 29      |
| Europa (European Hot 100 Singles)   | 23      |
| França (SNEP)                       | 62      |
| Irlanda (IRMA)                      | 8       |
| Países Baixos (Dutch Top 40)        | 26      |
| Países Baixos (Single Top 100)      | 50      |
| Reino Unido (UK Singles Chart)      | 20      |
| Suécia (Sverigetopplistan)          | 74      |
| Suíça (Schweizer Hitparade)         | 36      |
| Tabela musical (2010)               | Posição |
| Coreia do Sul (Gaon)                | 18      |
| Tabela musical (2011)               | Posição |
| Coreia do Sul (Gaon)                | 48      |
| Tabela musical (2013)               | Posição |
| Coreia do Sul (Gaon)                | 46      |

| Região                                                                                                   | Certificação | Vendas     |
| --- | ------------ | ---------- |
| Alemanha (BVMI)                                                                                          | Ouro         | 150,000^   |
| Austrália (ARIA)                                                                                         | 3× Platina   | 210,000^   |
| Estados Unidos (RIAA)                                                                                    | 4× Platina   | 3,000,000  |
| Estados Unidos (RIAA) Versão em ringtone                                                                 | Platina      | 1,000,000‡ |
| Nova Zelândia (RIANZ)                                                                                    | Ouro         | 15,000^    |
| Reino Unido (BPI)                                                                                        | Platina      | 600,000    |
| ^ vendas baseadas somente na certificação ‡ vendas+valores de streaming baseados somente na certificação |              |            |